# Elisha Kirkall
Elisha Kirkall (vers 1682 - 1742) est un graveur, imprimeur et marchand d'estampes britannique, qui mit au point une nouvelle technique dérivée de la manière noire et qui est connu pour ses traductions de scènes de navire en pleine mer.

## Biographie
Elisha — et non Edward — Kirkall est né à Sheffield avant 1685, et le British Museum estime sa date de naissance plus tôt, vers 1682, ce que laisse indiquer George Vertue dans ses Notes de septembre 1722. Son père, Thomas Kirkall était un serrurier d'art, auprès duquel il apprend la gravure sur métal.
Il arrive à Londres vers 1700-1702, se marie avant fin août 1707 avec Elizabeth dont un fils, Charles, né en 1720. Elisha s'inscrit en 1711 à la Great Queen Street Academy dirigée par Godfrey Kneller pour se perfectionner en dessin. En 1712, sortent ses premières gravures identifiées, ce sont des vignettes dans le style rococo, destinées à l'ornementation, et obtenues par le travail sur poinçon ou matrice en acier.
Il ouvre boutique et sa carte de visite professionnelle indique qu'il peut faire « toute sorte de gravures, comme des sceaux sur acier et argent, aussi bien que des plaques sur cuivre petite ou grande, ainsi que des armes héraldiques », et que son atelier se situe du côté de St. Martin's Le Grand (en), quartier plutôt mal famé, mais, entre 1721 et 1724, il est sur Wine Office Court, Fleet Street,.
Il n'est donc pas un spécialiste de la gravure sur bois même s'il la pratique, et n'est pas l'inspirateur de Thomas Bewick. En effet, avant 1722, il met au point une technique mêlant gravure sur bois, eau-forte et manière noire, permettant d'obtenir des clairs-obscurs inédits dans les nuances d'impression, grâce à son emploi d'encres vertes, bleues et orangées : il réappliquait sur le motif par-dessus son tirage à l'eau-forte, des blocs de bois gravés, obtenant ainsi des effets constrastés. Cette nouvelle forme de manière noire en clair-obscur, qui renouait avec des effets obtenus autrefois par les premiers graveur sur bois italiens, fut appréciée bien plus tard par J. M. W. Turner qui laissait entendre que sa vocation de peintre de marine provenait d'une suite gravée par Kirkall, représentant seize navires pris dans la tempête. Effectivement, dès 1725, on trouve imprimée à Londres selon le procédé Kirkall Mezzotint ou Claro Obscuro [sic], une gravure intitulée The Storm d'après Willem van de Velde le Jeune, laquelle sera citée par Turner. D'autres toiles de Van de Velde de navires en pleine mer et de batailles navales, furent traduites par Kirkall, sans doute parce que la mode prenait, et il semble avoir commencé ce travail auprès du peintre et graveur Thomas Baston (fl. 1695-1735).
Le 3 août 1732, il épouse en secondes noces Deborah Whitton, à High Wycombe, Buckinghamshire.
Il meurt en octobre 1742 à Whitefriars (Londres), sur Dockwell's Court, près de la Tamise, et sa veuve et son fils se chargent de son atelier.

## Œuvre gravé
Kirkall a laissé plus de 250 pièces gravées, la plupart étant au British Museum, auxquelles il faut ajouter des travaux pour l'illustration d'ouvrages.
Parmi ceux-ci, on compte des vignettes pour le Medulla Historiæ Anglicanæ: The Ancient and Present State of England (1712) de William Howell, son plus ancien travail identifié ; pour les traductions illustrées, on répertorie celles par Michel Maittaire (1713) de Térence et de Salluste, des Métamorphoses d'Ovide et des pièces de John Dryden, parues chez Tonson & Watts (1717), de la Pharsale de Lucain adaptée par Nicholas Rowe (1718) ; plus tard, Kirkall travaille aussi pour le frontispice du An appendix to the History of Scotland de George Buchanan (1721), une édition du Stonehenge d'Inigo Jones (1725) et les traductions d'après Homère par Ozel, Broom et Oldsworth (chez B. Lintot, 1736).
Ses premières séries de gravures sont annoncées par souscription dès 1722 : 16 Vues de bateaux d'après Willem van de Velde le Jeune ; puis viennent les sept Cartons de Raphaël, 3 scènes de chasse d'après Johann Elias Ridinger, une interprétation en clair-obscur du Enée et Anchise d'après Hugo de Carpi et Raphaël ; 30 pièces florales d'après Jan van Huysum, de toiles de Louis Chéron, Peter Monamy, ainsi qu'un certain nombre de gravures d'après des maîtres italiens et hollandais.
En novembre 1732, il est le premier à copier les gravures tirées de A Harlot's Progress de William Hogarth, ce qui rendit mécontent le maître, qui parla de « piratage » et partit en croisade pour qu'une loi sur le copyright soit votée.
Kirkall exécute aussi des portraits de Christopher Wren d'après John Closterman, l'antiquaire William Stukeley, Eliza Haywood, Senesino d'après Joseph Goupy, etc.

Quelques gravures
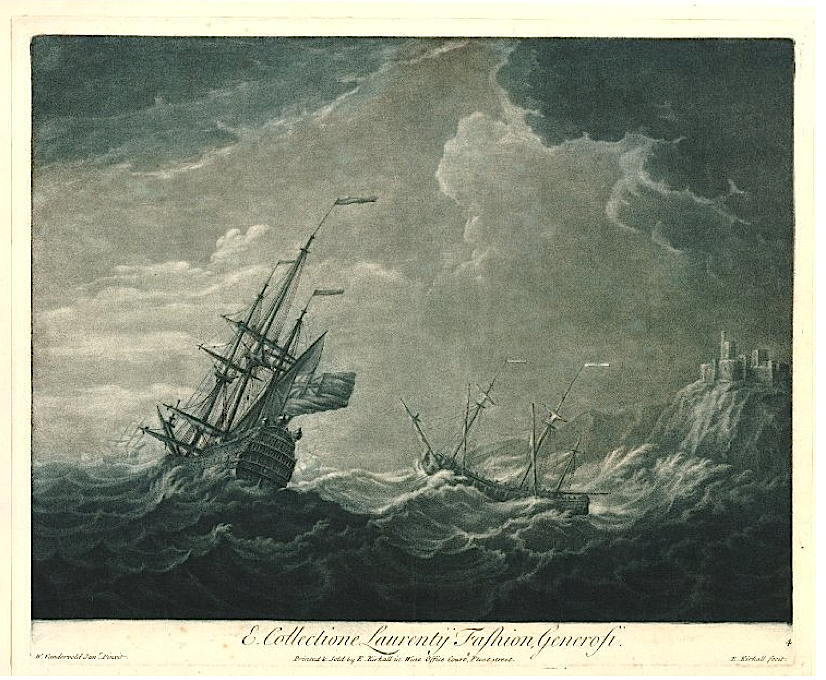
Une des 16 marines d'après Van de Velde le Jeune : l'utilisation de teintes verte et bleue est visible.
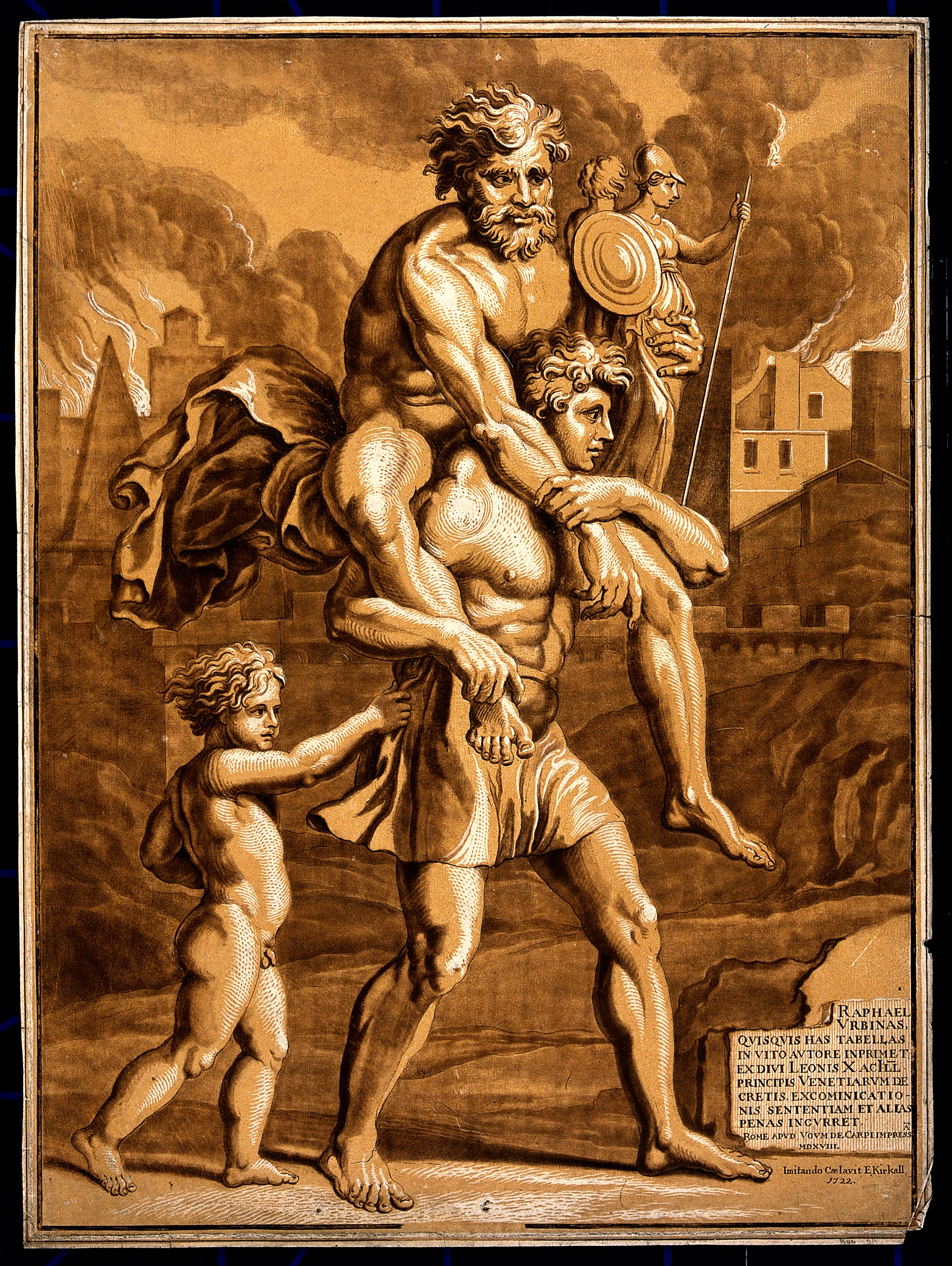
Aeneas carrying his father Anchises : épreuve en rouge et jaune.
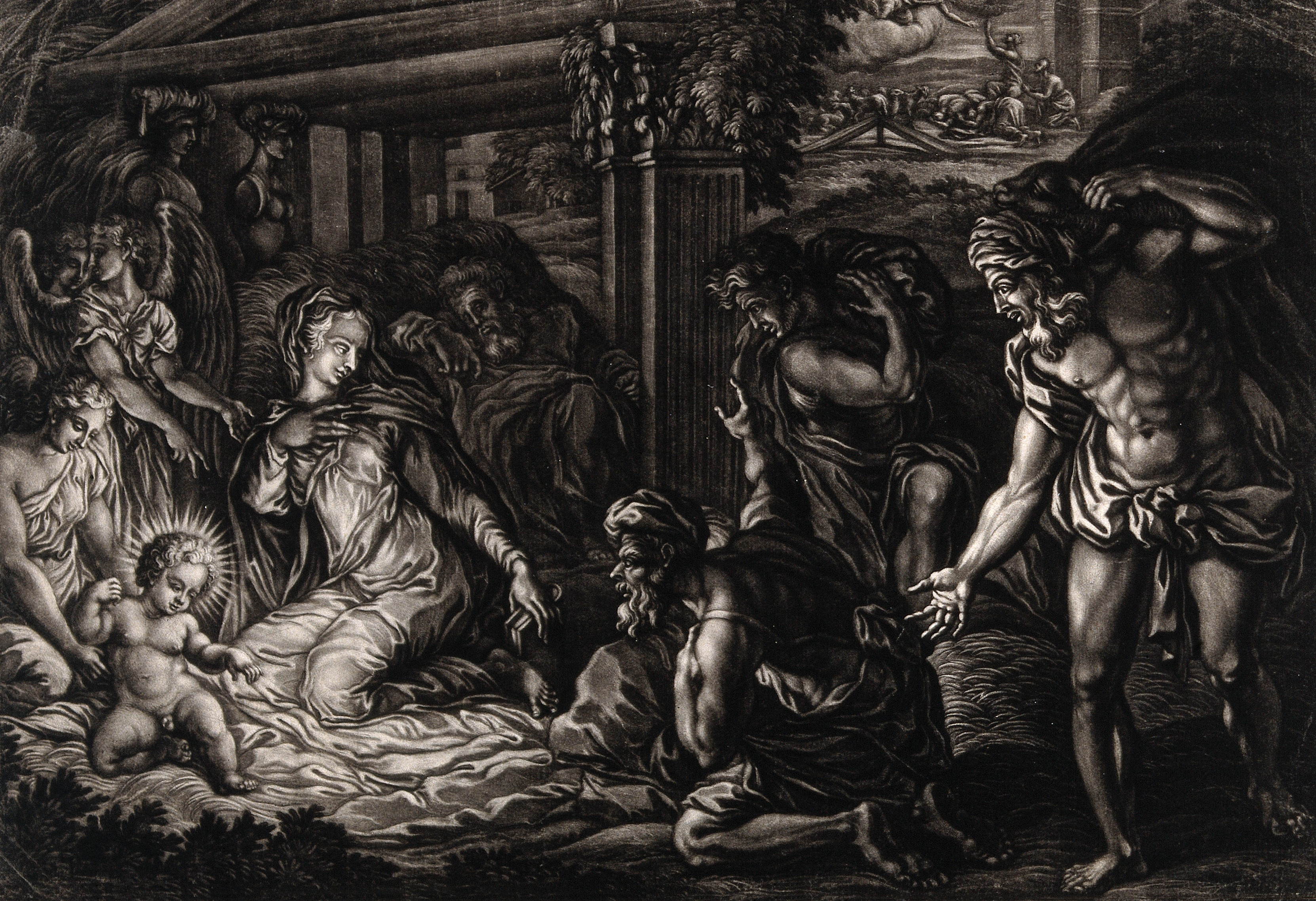
The Nocturnal Adoration of the shepherds (1723) d'après Perin del Vaga, exprime ici un clair-obscur prononcé.